# Miramont-Latour
 Miramont-Latour  (en occitano Miramont e La Tor) es una población y comuna francesa, ubicada en la región de Mediodía-Pirineos, departamento de Gers, en el distrito de Condom y cantón de Fleurance.

## Demografía
| 141 | 167 | 122 | 112 | 125 | 136 |
| Para los censos de 1962 a 1999 la población legal corresponde a la población sin duplicidades (Fuente: INSEE [Consultar]) |     |     |     |     |     |